# Sphecosoma fasciolatum
Sphecosoma fasciolatum là một loài bướm đêm thuộc phân họ Arctiinae, họ Erebidae.